# Up on the Housetop
Up on the House Top ist ein von Benjamin Hanby 1864 in New Paris, Ohio geschriebenes Weihnachtslied. Es wurde von einer Vielzahl von Interpreten aufgenommen, darunter die 1953 aufgenommene Version des Countrysängers Gene Autry, eine der frühesten Vinyl-Aufnahmen des Liedes.

## Geschichte
Nach William Studwell im The Christmas Carol Reader, ist Up on the House Top das zweitälteste profane Weihnachtslied, das nur von Jingle Bells übertroffen wird, da es 1857 geschrieben wurde (auch wenn das letztere Lied ursprünglich als Thangsgiving-Lied gedacht war). Es wird auch als erstes Weihnachtslied betrachtet, das sich auf den Weihnachtsmann konzentriert. Tatsächlich war Hanby nach Readers Digest Merry Christmas Song Book der erste, der die Idee, dass der Weihnachtsmann und sein Schlitten auf den Dächern der Häuser landet, ansetzte.
Benjamin Russell Hanby wurde 1833 in der Nähe von Rushville, Ohio geboren; als Sohn eines Pfarrers war er an der Underground Railroad beteiligt. Während seines kurzen Lebens schrieb er rund 80 Lieder, bevor er an Tuberkulose im Jahre 1867 starb. Außer Up on the House Top war sein bekanntestes Lied Darling Nelly Gray.

## Im Fernsehen
1992 wurde ein syndiziertes Fernsehspezial desselben Namens veröffentlicht, produziert von Perennial Pictures Film Corporation in Indianapolis, Indiana. Mitautor/Mitregisseur G. Brian Reynolds war auch die Stimme von Curtis Calhoun und er hat auch die Filmmusik komponiert. Sein Partner Russ Harris war ebenfalls Mitautor/Mitproduzent und kommentierte begleitend in diesem Spezial. Das Spezial ist die Geschichte von Curtis Calhoun, ein elendiger Mann, der sich wünscht, dass es keinen Weihnachtsmann gibt. Aber dann, an Heiligabend, ist jemand auf Calhouns Dach und Curtis weiß nicht, ob es der Weihnachtsmann oder ein Einbrecher ist.

## Beachtenswerte Cover-Versionen
- The King Sisters
- The Jackson 5 – The Jackson 5 Christmas Album (1970)
- Sammy Kershaw – Christmas Time’s A-Comin’ (1994)
- Jimmy Buffett – Christmas Island (1996)
- Reba McEntire – The Secret of Giving: A Christmas Collection (2003)
- George Strait – Fresh Cut Christmas (2006) und Classic Christmas (2008)
- Bradley Joseph – Classic Christmas (2008)
- Eddy Arnold – Eddy Arnold Christmas Album (1962)
- Alvin und die Chipmunks – Christmas with The Chipmunks (1961)
- Pomplamoose – Hyundai Elantra Television Commercial (2010)

## Version von Kimberley Locke
2005 wurde das Lied durch eine neue Aufnahme von Kimberley Locke wieder zum Leben erweckt. Die Aufnahme brach einen Billboard-Rekord, als sie den größten Sprung in die Top 5 in der Geschichte der Adult Contemporary Charts machte, von Platz 32 zu Platz 5 in nur einer Woche. Es war auch der zweitlängste Billboard Holiday AC Chart Topper in der Geschichte der Charts, an erster Stelle für vier aufeinanderfolgenden Wochen.